# 圣克里斯托夫 (维埃纳省)
圣克里斯托夫（法語：Saint-Christophe，法語發音：[sɛ̃ kʁistɔf]）是法国新阿基坦大区维埃纳省的一个市镇，属于沙泰勒罗区。

## 地理
圣克里斯托夫（46°55'15"N, 0°22'20"E）面积15.2 平方千米，位于法国新阿基坦大区维埃纳省，该省份为法国中西部省份，北起曼恩-卢瓦尔省和安德尔-卢瓦尔省，西接德塞夫勒省，南至夏朗德省，东南接上维埃纳省，东临安德尔省。
与圣克里斯托夫接壤的市镇（或旧市镇、城区）包括：费拉维讷斯、若奈、圣热尔韦-莱特鲁瓦克洛谢、塞里尼、索赛。

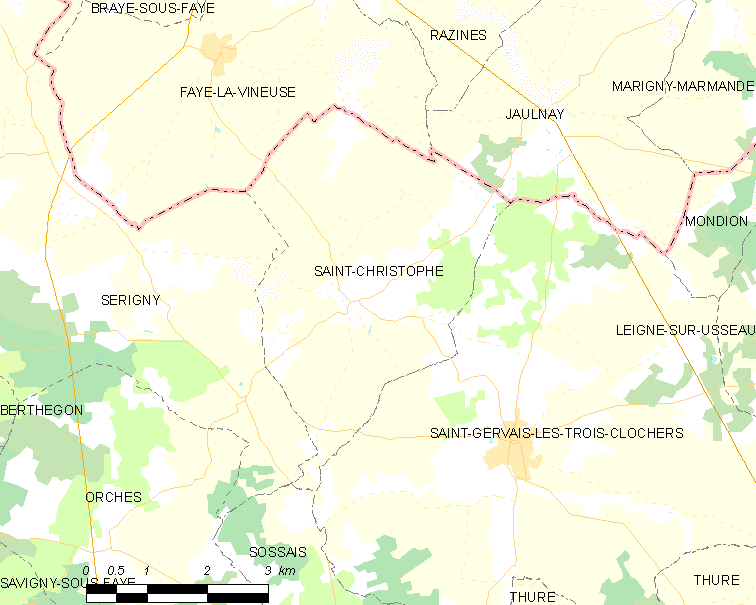
的OSM定位图

圣克里斯托夫的时区为UTC+01:00、UTC+02:00（夏令时）。

## 行政
圣克里斯托夫的邮政编码为86230，INSEE市镇编码为86217。

## 政治
圣克里斯托夫所属的省级选区为沙泰勒罗第二县。

## 人口

1962-2008年间人口变化图示

圣克里斯托夫于2022年1月1日时的人口数量为278人。